# Take Four Guitar Quartet
Le Take 4 Guitar Quartet est actuellement formé des guitaristes Johan Fostier, Luc Vander Borght, Giorgio Albiani et Véronique Sulbout.
Take 4 guitar quartet est un ensemble dynamique à l'approche orchestrale & coloriste, il revisite la musique de styles extrêmement variés et souvent inattendus. 
Son nom fait très certainement référence au standard de jazz Take Five qui est une composition du célèbre saxophoniste Paul Desmond et destinée au Dave Brubeck Quartet dont il faisait partie.

## Biographie
À l'origine, dès 1994, le duo Grees-Kläger composé des guitaristes Allemand Pia Grees et Matthias Kläger ainsi qu'Anne Coissy et Luc Vander Borght fondaient le "Tcherepnine Guitar Quartet" qui fit une tournée de concerts au Caire et à Alexandrie sur invitation de l'Institut Culturel National Égyptien.
En 1999, Johan Fostier remplace Anne Coissy: la formation porte désormais le nom de "Take Four Guitar Quartet". 
Plus tard, se sont Matthias Kläger puis Pia Grees qui seront remplacés respectivement par Giorgio Albiani et Véronique Sulbout: la formation est maintenant le Take 4 Guitar Quartet 
Indéniablement, leur maître Alberto Ponce constitue à n'en pas douter le point commun qui relie les différents guitaristes ayant participé à cet ensemble depuis plus de 20 ans.
Une question fondamentale poursuit Take 4 depuis sa création : pourquoi un quatuor de guitares devrait-il se priver du plaisir de jouer Bach, Dvorak, Puccini, Gershwin, Shostakovitch? Pourquoi la musique, différente d'une pièce de musée par sa nature vivante et volatile, ne conviendrait-elle pas à tout instrument pour autant qu'il s'attache à respecter l'original dans son message, son esprit, son style? Depuis des siècles les compositeurs eux-mêmes cultivent l'art de la transcription et de l'arrangement. Le Take 4 Guitar Quartet relève le défi d'arranger pour la guitare des œuvres destinées à l'orchestre, au piano, au quatuor à cordes, à l'opéra, à la chanson…
Depuis ses débuts, Take 4 Guitar Quartet se produit sur des scènes internationales. La longue amitié qui unit ses membres illumine leur jeu qu'ils envisagent comme un moment privilégié de communication avec leur public. Ils se passionnent pour la richesse et l'étendue des possibilités qu'offre la formule du quatuor: un registre étendu (avec l'utilisation des guitares basse et soprano), une approche orchestrale du son, de la couleur et de la texture, et la possibilité d'enrichir le répertoire de la guitare avec des arrangements originaux de standards classiques tout comme des transcriptions révélatrices de trésors moins connus. En découlent des programmes variés et excitants, où rejaillit toute la versatilité des guitares.
Ils ont reçu de nombreux prix et distinctions, comme le concours de la Guitar Foundation of America, Le Mottola Guitar Festival, le concours De Bonis (Italie), le Tromp Muziek (Allemagne), l'Alhambra International Guitar Competition, le concours Philippos-Nakas à Athènes, Le printemps de la guitare, le concours fédéral "Jugend Musiziert", le concours international de guitare et de quatuor à cordes de Schweinfurt, le concours international de guitare de Mettmann, le Concours international pour duos de guitare de Montélimar, le concours international pour duos de guitare de Berlin et le concours international de guitare de Carpentras.

## Discographie
- Take Four Guitar Quartet - Take Four Guitar Quartet. (Ars Musici)
- Take Four Guitar Quartet - Tango perpetuel. (Ars Musici)
- Take Four Guitar Quartet - Orient Express. (Ars Musici)

## Répertoire
À côté d’œuvres spécifiquement écrites ou adaptées pour le quatuor de guitare, Take 4 Guitar Quartet se singularise par une démarche créative d’arrangements inédits. 
Grâce à la plume de Luc Vander Borght qui déploie son extraordinaire affinité pour l'expression mélodique et la richesse sonore, Take 4 revisite avec bonheur des trésors musicaux, parfois inattendus, offrant ainsi de nouveaux éclairages sous l'étonnante palette sonore de la guitare et contribuant ainsi à l’élargissement de ses horizons

### Arrangements et transcriptions deTake 4 Guitar Quartet
Johann Sebastian Bach
- Sonate Nr. 1 G-Dur BWV 525

Wolfgang A. Mozart
- Fantaisie en Sol mineur K.608
- Duo Papageno/Papagena
- Don Giovani (air de la “finestra”)
- Ouverture de "L'enlèvement au sérail"
- Concerto no 23 K488 (2è mvt.)

Franz Schubert
- Fantaisie en Fa mineur D.940
- An die Musik

Antonin Dvorak
- Sérénade pour Cordes Op.22

Ernesto Nazareth
- Pierrot – Nove de Julho - Cutuba

Erik Satie
- Le Tango perpétuel

Komitas (S. Soghomonyan)
- Danses populaires arméniennes

Béla Bartók
- Danses Roumaines

Joseph Achron
- Mélodie Hébraïque

Igor Strawinsky
- Tango (1940)

Alexander Tcherepnin
- 10 Bagatelles

Stefan Wolpe
- Tango (1927) aus “6 Klavierstücke”

Aram Khatchaturian  
- Ballet “Gayaneh" (extraits)

Dmitri Schostakowitsch
- Jazz-Suite Nr.1

Benjamin Britten
- Simple Symphony

Alberto Ginastera
- Danza de la moza donosa

Astor Piazzolla
- Fugata – Soledad

Unto Mononen
- Jos Jätät minut
- Kangastus

Dave Brubeck / Paul Desmond
- Take five

### Pièces écrites pourTake 4 Guitar Quartet
Martin F. Ackerman  
- Toma4tango

Christopher Grafschmidt  
- Buenos Dias, Ira E.

Roberto Rossi  
- Goran